# Успенская церковь (Александров)
Успенская церковь (церковь Успения Пресвятой Богородицы) — православная церковь в Александрове на территории Успенского монастыря (Александровской слободы). Построена в XVI веке. В состав здания входят как культовые, так и жилые помещения (кельи).

## История
Первоначальное белокаменное здание возведено между 1571 и 1577 годами. Вероятно, это был домовый храм (обнаружены следы перехода к Государеву двору). Церковь была одноглавой, четырёхстолпной, трёхапсидной, на подклете с арочной галереей. Имелся придел с северной стороны. В 1660-х гг. церковь перестроена: западные столбы демонтированы, верх храма перестроен (возведено пятиглавие), арки галереи заложены. Также были пристроены трапезная и, к 1675 году, колокольня. В последней четверти XVII века с севера к трапезной пристроен келейный корпус, на рубеже XVII—XVIII вв. — южный придел, а в 1860-х гг. — западное крыльцо. Пристройки после XVI века кирпичные.

## Архитектура
Композиция церкви асимметрична. Основные вертикальные акценты — вертикальный четверик храма с пятью близко поставленными главами и шатровая колокольня с четырьмя прямоугольными в плане ярусами. Колокольню венчает шатёр, прорезанный слухами в один ряд. Сочетание прямоугольного яруса звона, в котором проделано по паре арок с каждой стороны, и невысокого шатра является редким.